# Boeing 787

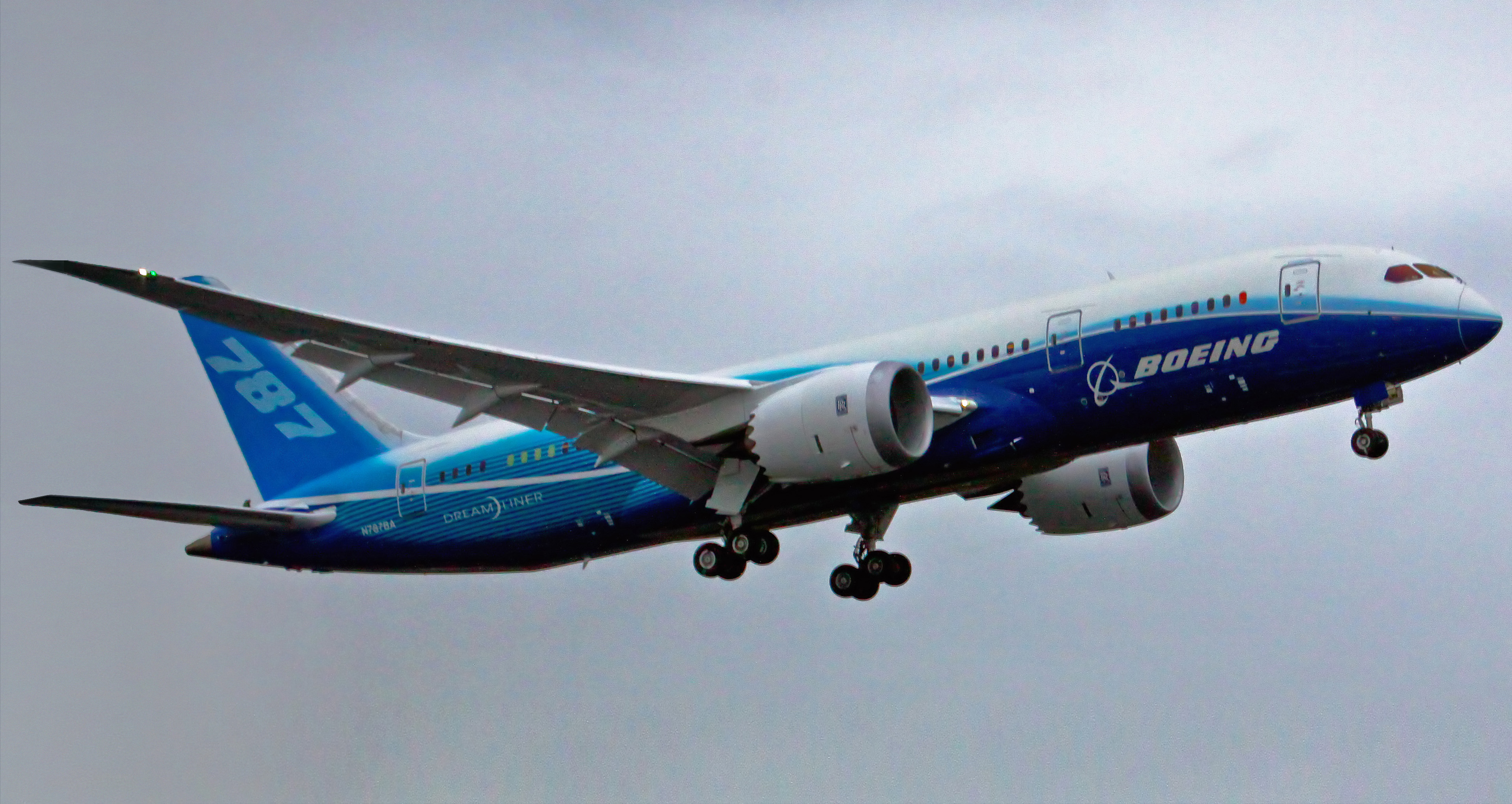
De eerste vlucht van de Boeing 787

Vergelijking van de grootte: Boeing 787-8 (zwarte omlijning), Boeing 777-300 (roze), 767-300 (cyaan), en 737-800 (groen).

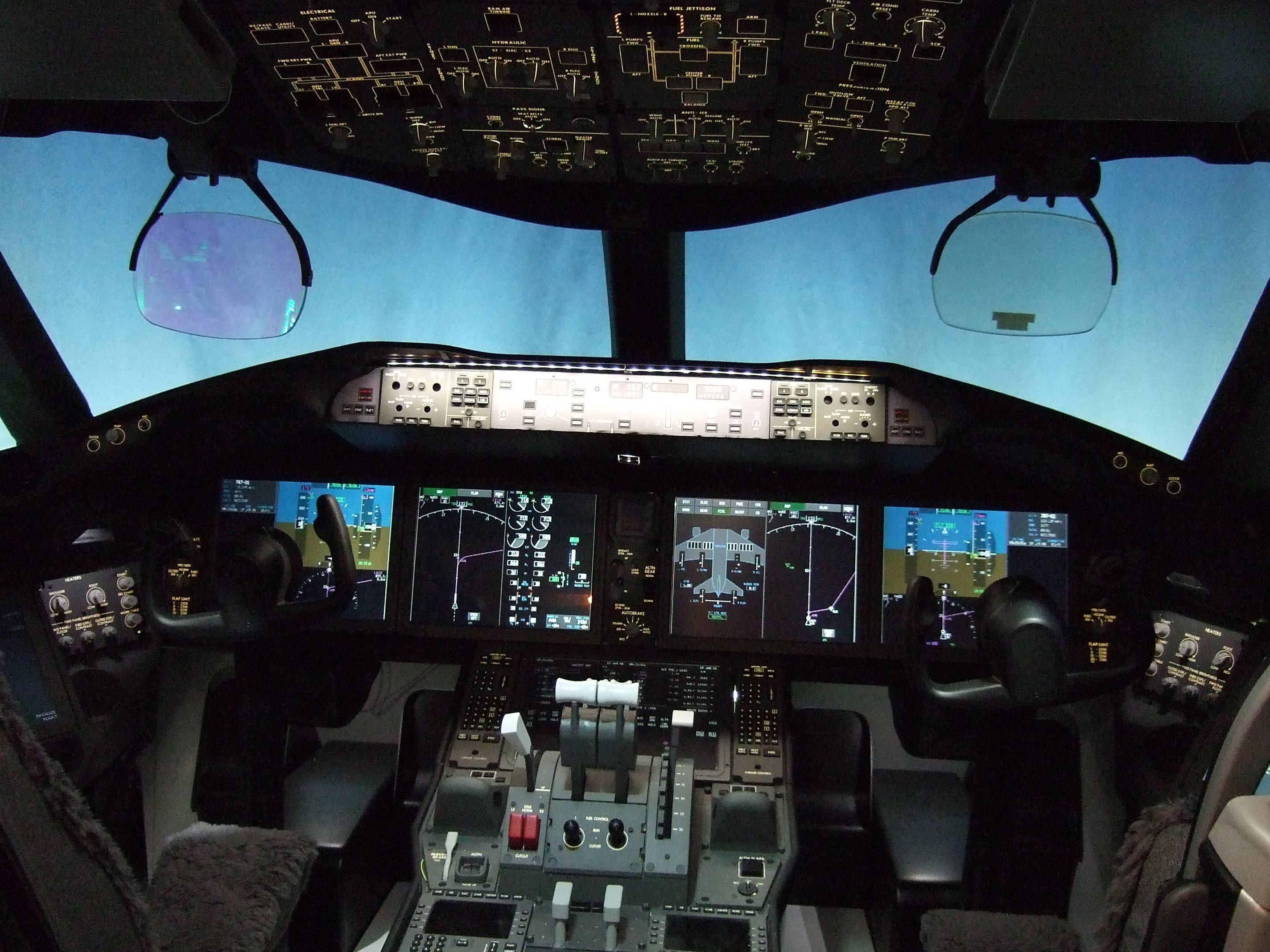
Cockpit van de Boeing 787

De Boeing 787 Dreamliner is een widebody verkeersvliegtuig voor langeafstandsvluchten dat door de Amerikaanse vliegtuigfabrikant Boeing is ontwikkeld.

## Geschiedenis
Het eerste toestel werd op 8 juli 2007 (7/8/7 in de Amerikaanse datumnotatie) aan het publiek getoond. De eerste vlucht van de 787 vond plaats op 15 december 2009. Het toestel met de registratie 'N787BA' vertrok van Paine Field in Everett en maakte een testvlucht van ongeveer drie uur waarna het terugkeerde op Boeing Field in Seattle. Oorspronkelijk was de planning om in mei 2008 operationeel te gaan, maar door diverse vertragingen is de typegoedkeuring pas ruim drie jaar later verkregen op 26 augustus 2011.
Het toestel werd aanvankelijk geassembleerd in de fabrieken te Everett en Charleston (South Carolina). In 2020 besloot Boeing echter om de productie van de 787 te beperken tot enkel Charleston om de daarmee vrijgekomen productiecapaciteit in Everett te kunnen besteden aan onder andere de 737-Max en de rond 2025 te leveren 777X. Op 26 februari 2021 rolde de laatste 787 uit de fabriek in Everett.
Het eerste vliegtuig werd op 25 september 2011 aan de Japanse maatschappij All Nippon Airways (ANA) overgedragen. Op 26 oktober 2011 vond de eerste commerciële vlucht plaats van Narita naar Hongkong door ANA.
In 2012 wist Boeing tweemaal zoveel Dreamliners te leveren als door analisten was voorspeld. Volgens critici zou het hoge tempo van oplevering echter ten koste gaan van de precisie bij de fabricage en de aandacht voor opstartproblemen. In januari 2013 daalde de koers van Boeing nadat een aantal Dreamliners van Japan Airlines te kampen kreeg met technische problemen.
Op 16 januari 2013 kregen alle Dreamliners een vliegverbod wegens mogelijk brandrisico met lithiumbatterijen, dit naar aanleiding van meerdere incidenten van 787-toestellen in zeer korte tijd.
Op 12 maart 2013 gaf de FAA goedkeuring aan een plan van Boeing voor verbeterde batterijen voor de 787. De batterij wordt beter beschermd en beter geventileerd, ook worden de interne cellen aangepast om kortsluiting in de batterij te voorkomen. Er mochten nog steeds geen commerciële vluchten worden uitgevoerd, Boeing kreeg wel toestemming voor proefvluchten met twee toestellen.
Op 27 april 2013 heeft Ethiopian Airlines - als eerste luchtvaartmaatschappij - de vluchten met de 787 hervat met een vlucht naar Nairobi.

### België/Nederland
In België is de Boeing 787 Dreamliner in het najaar van 2013 geïntroduceerd door Jetairfly, het latere TUI fly (België).
TUI fly (Nederland) is in Nederland de eerste Dreamliner-operator en beschikt in maart 2018 over drie 787-8 Dreamliners. De eerste 787 van de KLM landde op 14 november 2015 op Schiphol. Het is de eerste maatschappij in Nederland met de 787-9-variant, waarvan er dertien zijn geleverd. Ook is KLM de eerste maatschappij van Europa die gaat vliegen met de 787-10 waarvan er negen besteld zijn en waarvan de eerste, met vliegtuigregistratie "PH-BKA", op 30 juni 2019 voor het eerst geland is in Amsterdam.

## Kenmerken
De Boeing 787 wordt voortgestuwd door krachtige en zuinige motoren in de vorm van de Trent 1000 en de GEnx. In de standaardversie, de 787-8, kunnen 200 tot 250 passagiers zitten, afhankelijk van klasse-indeling. De 787-9 heeft een capaciteit van 250 tot 300 passagiers, terwijl de 787-10 300 tot 330 passagiers zal kunnen vervoeren.
De Boeing 787 is een antwoord van Boeing op het aanbod van Airbus dat met de Airbus A380 (voor 555 tot 853 passagiers) een groter marktaandeel wil veroveren dan Boeing in het segment van de grootste vliegtuigen waar voorheen de Boeing 747 een monopoliepositie genoot. Maar Boeing denkt dat er in de toekomst meer maatschappijen zullen zijn die met kleinere en zuinigere vliegtuigen passagiers non-stop willen vervoeren, zonder overstappen (point-to-point in plaats van hub and spoke). Als reactie op de Boeing 787 is Airbus begonnen met de ontwikkeling van de Airbus A350.
De Boeing 787 heeft een grotere reikwijdte dan de Boeing 767 en Boeing 757 en wel van 13.000 tot 15.700 km. Ook is de 787, zo beweert Boeing, 20 procent zuiniger dan vergelijkbare toestellen. Boeing bereikt dit door het toepassen van een nieuwe generatie (bleedless) motoren, door het gedeeltelijk vervangen van het hydraulische systeem door elektrische systemen, verbeterde aerodynamica en aanzienlijke gewichtsvermindering. De Boeing 787 is het eerste lijntoestel dat qua gewicht voor meer dan 50% uit composietmaterialen bestaat.
In 2017 is ook de eerste 787 uitgerust als zakenjet.

## Versies
In productie

### 787-8

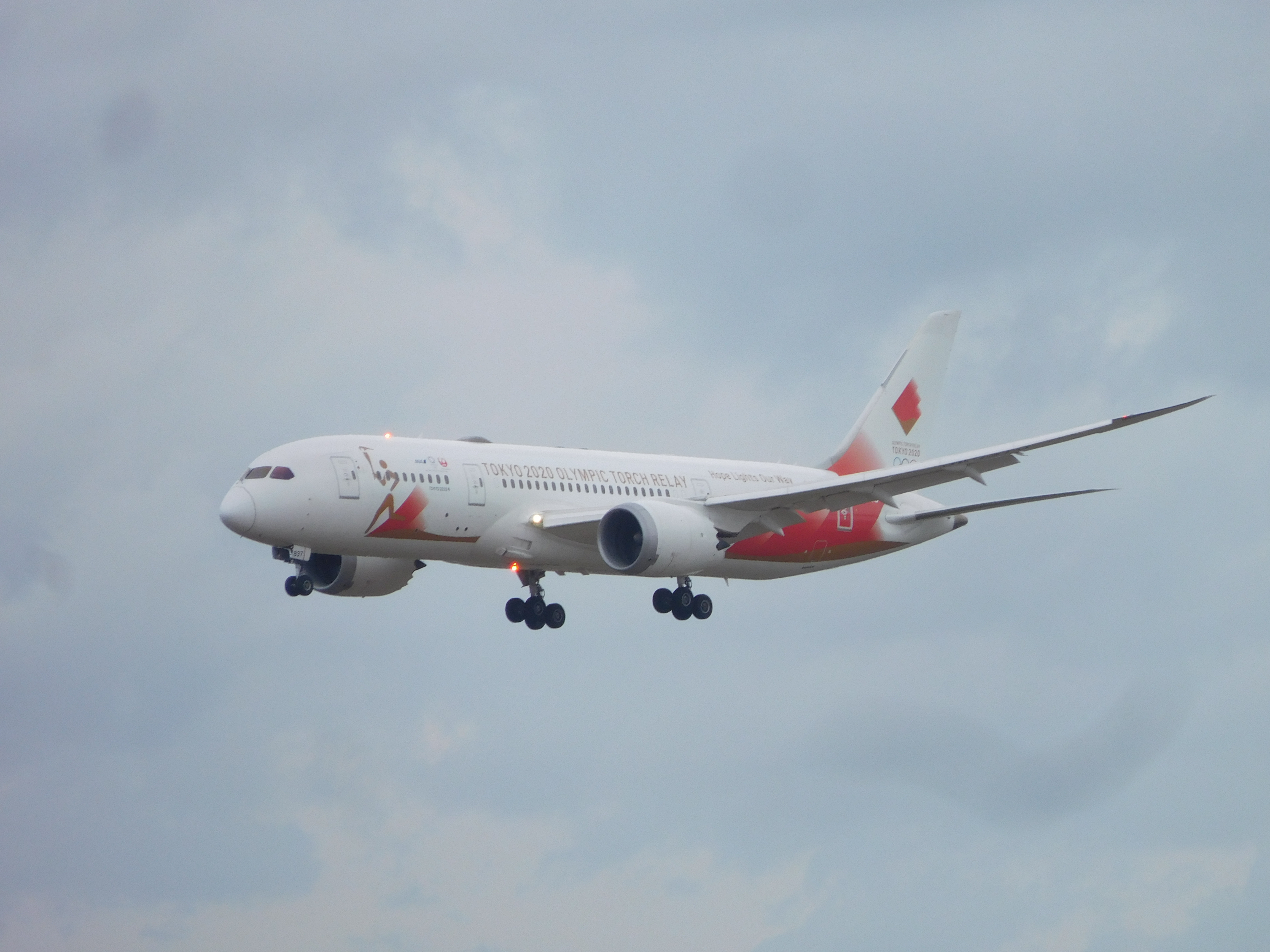
Transportvliegtuig met de olympische vlam voor de Olympische Zomerspelen 2020

De 787-8 is het toestel dat ontwikkeld is om de 767-200, 767-300 en de 767-300ER te vervangen. Het heeft een veel grotere reikwijdte dan die types. Het toestel is geoptimaliseerd voor lange afstandsvluchten. Het toestel biedt in normale drieklassenconfiguratie 223 stoelen. De reikwijdte is 15.200 km.

### 787-9

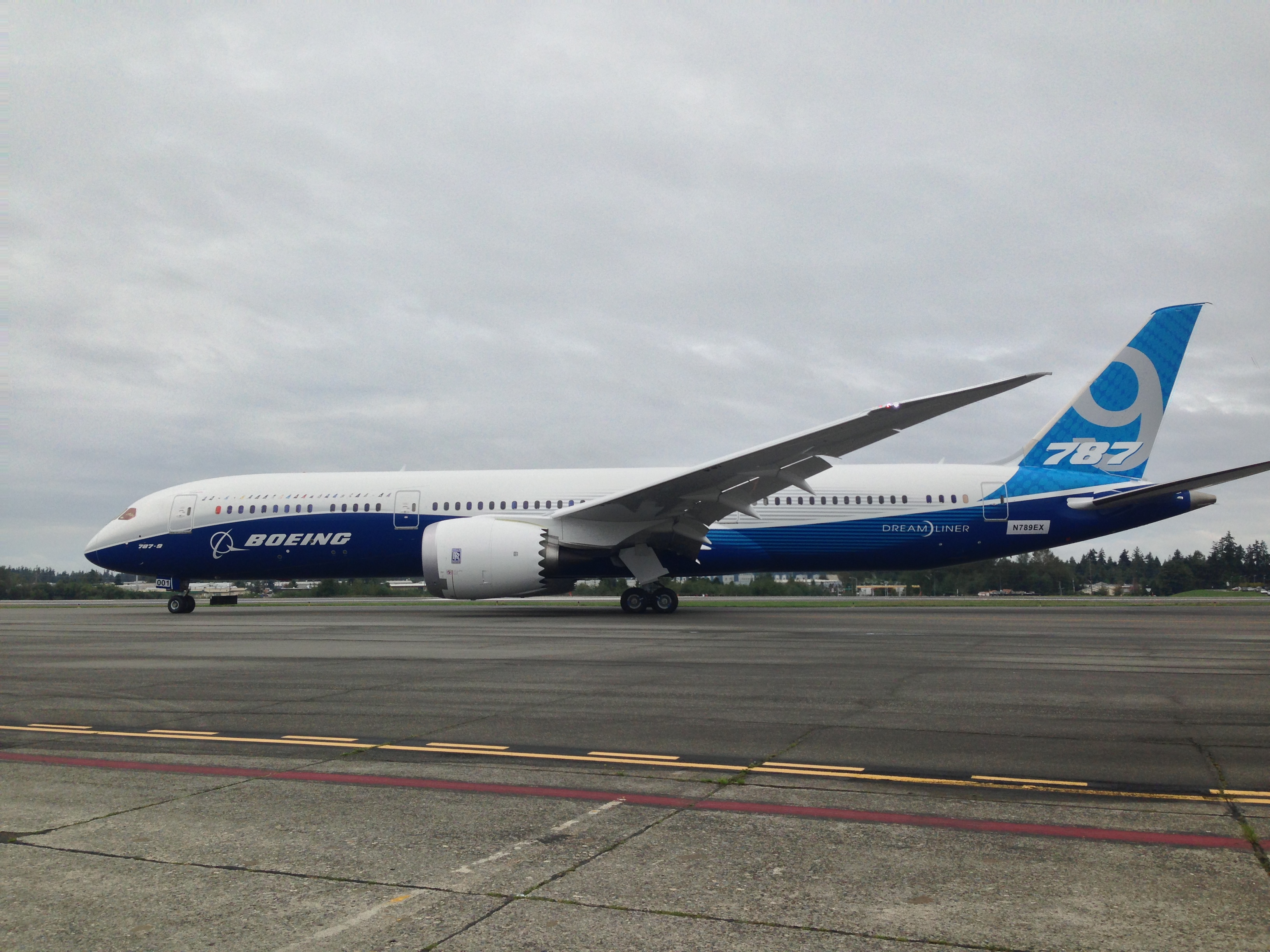
De eerste Boeing 787-9

Boeing beweert dat de 787-9 de beste passagierskilometer-kosten van alle toestellen uit de 200-300 LCA-markt biedt. De 787-9 biedt standaard plaats aan 263 tot 282 stoelen. Het toestel is de concurrent van de Airbus A350-900 en de vervanger van de Boeing 767-400ER en 747-400M. Het toestel heeft een reikwijdte van 15.750 km. De eerste vlucht van de 787-9 vond plaats op 17 september 2013. De eerste Boeing 787-9 is in dienst genomen door Air New Zealand.

### 787-10

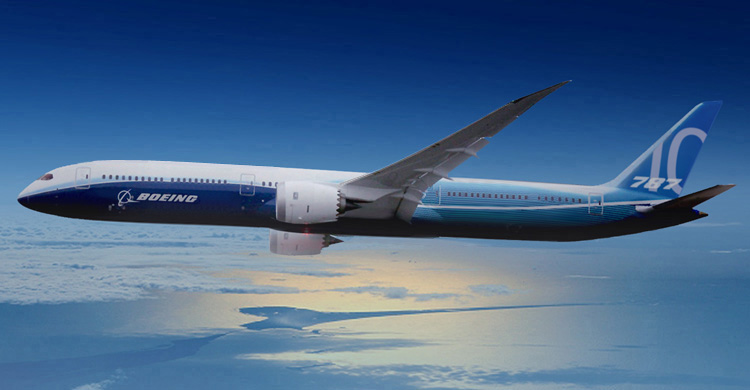
787-10 (impressie)

De 787-10 is ontstaan op aanvraag van verschillende grote luchtvaartmaatschappijen en werd officieel aangekondigd op 18 juni 2013 op de Parijse luchtvaartshow. De 787-10 is de grootste variant van de 787-familie in productie. Bij de aankondiging haalde Boeing 102 bestellingen binnen, onder andere van Singapore Airlines (30), Air Lease Corporation (30), United Airlines (20), British Airways (12) en GE Capital Aviation Services (10). De 787-10 moest de oudere 777-200, A330 en A340 toestellen gaan vervangen. Het toestel moet de concurrentie aangaan met de nieuwe Airbus A350-900XWB. De 787-10 is een verlenging van de 787-9. 
De 787-10 is voor het eerst op 31 maart 2017 de lucht in gegaan. De romp is zes meter langer, terwijl de vleugel van de 787-9 wordt behouden. Het voordeel hiervan is dat de ontwikkel- en productiekosten laag blijven, terwijl het toestel bijna even zuinig is als de 787-9, echter met lagere kosten per passagierskilometer. Het nadeel is daarentegen dat het toestel minder ver vliegt, namelijk 13.000 km tegenover de 15.700 km van de 787-9. De 787-10 telt ongeveer 323 stoelen in de standaard drieklassenconfiguratie.
De eerste levering van de 787-10 was op 25 maart 2018 aan Singapore Airlines en het toestel ging voor het eerst in commercieel dienst op 3 april 2018. In mei 2020 had Boeing 211 bestellingen, waarvan 56 zijn voldaan.
Geannuleerd

### 787-3
De 787-3 was een voorgestelde versie van deze familie die moest dienen als vliegtuig voor binnenlandse vluchten en dan vooral voor de Japanse en Amerikaanse markten. Het toestel was geoptimaliseerd voor relatief korte afstandsvluchten. De -3 had motoren met een kleinere fan en een andere vleugel. Het toestel bevatte in standaardconfiguratie 296 stoelen en had een reikwijdte van 6500 kilometer. Hiermee was de -3 de directe vervanger van de Boeing 767-400 en was hij in trek bij lagekostenluchtvaartmaatschappijen en luchtvaartmaatschappijen die veel capaciteit op relatief korte trajecten nodig hebben, zoals in Japan of China.
Op maandag 13 december 2010 maakte Boeing bekend dat de 787-3 geannuleerd werd. De reden hiervoor was dat er, sinds ANA en Japan Airlines hun bestelling hadden veranderd in de 787-8, geen bestellingen meer voor waren en de ontwikkeling financieel niet meer rendabel was.

## Incidenten en ongevallen
- Op 12 juli 2013 brak er brand uit in een op London Heathrow Airport geparkeerde 787 van Ethiopian Airlines. Er waren geen gewonden, de oorzaak is nog onbekend.[18] Tegelijk werd bekend dat een andere 787 (van Thomson Airways) met passagiers op weg naar Florida moest terugkeren naar Manchester vanwege technische problemen (later bleek dat dit was vanwege niet werkende toiletten). Op 18 juli 2013 wees de Britse onderzoeksorganisatie AAIB de lithium-mangaan-dioxide-batterijen van de (door Honeywell geleverde) 'Emergency Locator Transmitter' (ELT) aan als een mogelijke oorzaak van de brand en adviseerde daarom de ELT buiten werking te stellen.[19]

- Op 12 juni 2025 stortte vlucht 171 van Air India, uitgevoerd met een Boeing 787-8 Dreamliner, neer in bewoond gebied vlak na vertrek van de luchthaven in de westelijke stad Ahmedabad.[20] Het toestel was op weg naar London Gatwick Airport met 242 mensen aan boord.[21]

## Bestellingen en leveringen
In mei 2020 had Boeing een totaal van 1510 bestellingen, waarvan 972 zijn voldaan.
| Model  | Bestellingen | Afgeleverd | Nog te leveren |
| ------ | ------------ | ---------- | -------------- |
| 787-8  | 422          | 374        | 48             |
| 787-9  | 877          | 542        | 335            |
| 787-10 | 211          | 56         | 155            |
| Totaal | 1510         | 972        | 538            |

## Specificaties

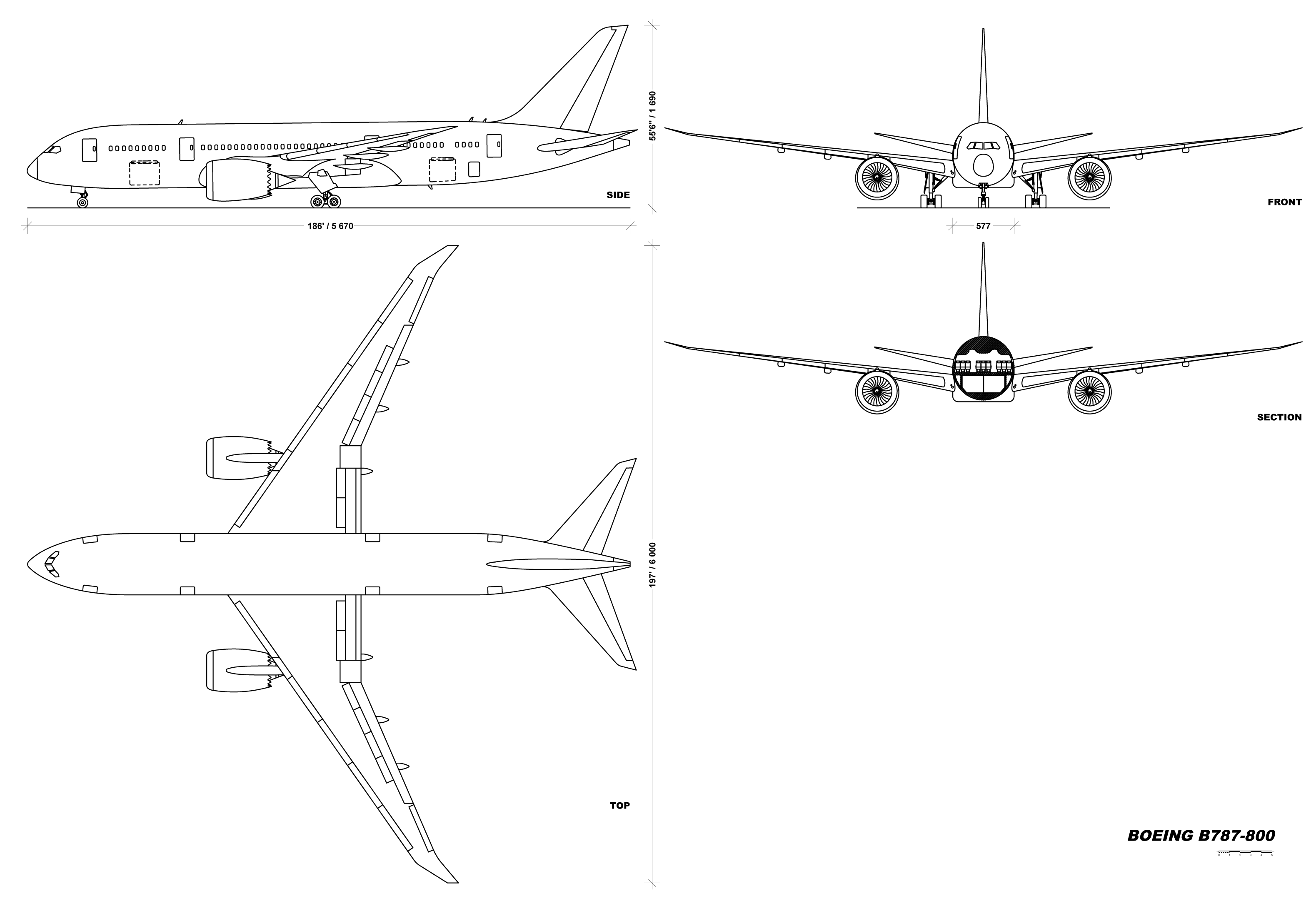
Schematische tekeningen van de Boeing 787-8: zijkant, bovenkant, vooraanzicht en dwarsdoorsnede

|                                                    |                                                    | Boeing 787                         |                                    |                      |
| 787-8                                              | 787-9                                              | 787-10                             |                                    |                      |
| Interieur                                          |                                                    |                                    |                                    |                      |
| Interieurbreedte                                   | Interieurbreedte                                   | 5,49 m                             | 5,49 m                             | 5,49 m               |
| Aantal stoelen                                     |                                                    |                                    |                                    |                      |
| 2 klassen                                          | 264                                                | 282                                | onbekend                           |                      |
| 3 klassen                                          | 242                                                | 263                                | 323                                |                      |
| Meest gebruikte stoelconfiguratie in economy class | Meest gebruikte stoelconfiguratie in economy class | 3-3-3                              | 3-3-3                              | 3-3-3                |
|                                                    |                                                    | Afmetingen                         |                                    |                      |
| Lengte                                             | Lengte                                             | 56,7 m                             | 62,8 m                             | 68,3 m               |
| Rompbreedte                                        | Rompbreedte                                        | 5,74 m                             | 5,74 m                             | 5,74 m               |
| Totale hoogte                                      | Totale hoogte                                      | 16,9 m                             | 16,9 m                             | 16,9 m               |
| Romphoogte                                         | Romphoogte                                         | 5,97 m                             | 5,97 m                             | 5,97 m               |
| Spanwijdte                                         | Spanwijdte                                         | 60,1 m                             | 60,1 m                             | 60,1 m               |
| Vleugeloppervlakte                                 | Vleugeloppervlakte                                 | 325 m2                             | 325 m2                             | 325 m2               |
| Vleugelhoek                                        | Vleugelhoek                                        | 32,2°                              | 32,2°                              | 32,2°                |
| Wielbasis                                          | Wielbasis                                          | 9,8 m                              | 9,8 m                              | 9,8 m                |
|                                                    |                                                    | Gewicht                            |                                    |                      |
| Operationeel leeggewicht                           | Operationeel leeggewicht                           | 118.000 kg                         | >118.000 kg                        | >118.000 kg          |
| Maximaal startgewicht                              | Maximaal startgewicht                              | 228.000 kg                         | 251.000 kg                         | 251.000 kg           |
| Maximaal gewicht bij landing                       | Maximaal gewicht bij landing                       | 172.000 kg                         | 193.000 kg                         | 202.000 kg           |
|                                                    |                                                    | Motoren (x2)                       |                                    |                      |
| Producent, type en stuwkracht                      |                                                    |                                    |                                    |                      |
| General Electric                                   | GEnx-1B70/74/75/76/78 310 - 339 kN                 | GEnx-1B70/74/75/76/78 310 - 339 kN | GEnx-1B70/74/75/76/78 310 - 339 kN |                      |
| Rolls-Royce                                        | Trent 1000 320 kN                                  | Trent 1000 320 kN                  | Trent 1000 320 kN                  |                      |
|                                                    |                                                    | Snelheid                           |                                    |                      |
| Kruissnelheid                                      | Kruissnelheid                                      | Mach 0,85 (913 km/u)               | Mach 0,85 (913 km/u)               | Mach 0,85 (913 km/u) |
| Maximumsnelheid                                    | Maximumsnelheid                                    | Mach 0,89 (954 km/u)               | Mach 0,89 (954 km/u)               | Mach 0,89 (954 km/u) |
|                                                    |                                                    | Vlieghoogte                        |                                    |                      |
| Kruishoogte                                        | Kruishoogte                                        | 10.700 m                           | 10.700 m                           | 10.700 m             |
| Maximale vlieghoogte                               | Maximale vlieghoogte                               | 13.100 m                           | 13.100 m                           | 13.100 m             |
|                                                    |                                                    | Overige                            |                                    |                      |
| Vrachtcapaciteit                                   | Vrachtcapaciteit                                   | 137 m3                             | 172 m3                             | 175 m3               |
| Reikwijdte bij volledige belading                  | Reikwijdte bij volledige belading                  | 15.200 km                          | 15.700 km                          | 13.000 km            |
| Maximumhoeveelheid brandstof                       | Maximumhoeveelheid brandstof                       | 126.920 l                          | 138.700 l                          | 138.700 l            |